# Карабаш
Карабаш (на руски: Карабаш) е град в Челябинска област, Русия. Населението му към 1 януари 2018 година е 10 999 души.
Социално-икономическото положение на града в днешно време е много тежко. Близо до него работи медопреработващ завод, а неговите токсични отпадъци са довели до изключително голямо замърсяване и сериозни здравословни проблеми на жителите.